# Roxy und ihr Wunderteam
Roxy und ihr Wunderteam ist eine Operette von Paul Abraham, die 1936 zunächst in ungarischer Sprache in Budapest uraufgeführt wurde (3:1 a szerelem javára, Operette in zwei Akten. Libretto: Imre Harmath, Dezső Kellér, László Szilágyi. Uraufführung 18. Dezember, Király Színház). Am 25. März 1937 gab es dann aber auch die Uraufführung einer deutschsprachigen Fassung von Alfred Grünwald und Hans Weigel im Theater an der Wien (Wien).

## Aufführungsgeschichte
1938 ist die Operette auch als österreichischer Musik-Sportfilm von Johann von Vásáry mit Rosy Barsony als Roxy, Fritz Imhoff und Hans Holt in den Hauptrollen zu erleben gewesen, zu der 1939 auch eine separate ungarische Sprachversion erstellt wurde. Der Titel ist eine Anspielung auf das Wunderteam, die gefeierte österreichische Fußballnationalmannschaft der 1930er Jahre, und der Film zeigt einen Auftritt des ehemaligen Kapitäns Matthias Sindelar als er selbst.
Nach dem Zweiten Weltkrieg wurde Roxy im Rahmen der Paul-Abraham-Renaissance in Theatern von Dortmund (2014), Augsburg, Berlin und Wien wieder gespielt. Eine halbszenische Aufführung hatte am 15. Dezember 2024 in Flensburg (Landestheater Schleswig-Holstein) Premiere. 

Handlung

### Erster Teil
Ein Londoner Hotel, 1936
Das ungarische Wasserballteam (in der deutschen Fassung das Fußballteam) feiert in einem Hotel in London seinen fulminanten Sieg über die Engländer. Der Teamchef Graf Szirmay, hat bereits den Rückkampf gebucht, der in drei Wochen in Budapest ausgetragen wird. Bis dahin schickt er die Jungen zur Ruhe in seine Villa in Badacsony und vertraut sie dem nüchternen Gyurka Károlyi an. Unerwartet entkommt die Engländerin Gingi Cheswick in einem Hochzeitskleid in das Zimmer des jungen Mannes. Sie mag ihren Verlobten nicht, also will sie vor der Hochzeit weglaufen und bittet den jungen Károlyi, sie mitzunehmen. Gyurka versucht, das Mädchen loszuwerden, doch Blazsek, der Spaßmeister des Teams, erweist sich als viel verständnisvoller, er stellt die anderen allein, und Gingi wird im Männergewand nach Ungarn gebracht. Cheswick findet nur das Hochzeitskleid im Zimmer und sein Mieter, Baron Szirmay, wird der Flucht verdächtigt. Im Zug entwickeln sich zwischen Gyurka und Gingi gegenseitige Gefühle.
Badacsony
Die Jungen in Badacsony werden damit konfrontiert, dass die alte Jungfer der Villa heimlich Zimmer auf eigene Rechnung vergibt und am selben Tag ihre neuen Gäste, die Studentinnen eines Mädcheninstituts, eintreffen. Die Sportler fangen sofort an, die Mädchen zu umwerben, Gyurka versucht vergeblich, sie in Schach zu halten. Nachdem er sich schwer in Gingin verliebt hat, schafft er es außerdem, das Mädchen bis aufs Blut zu reitzen. Der Aufruhr wird durch die Ankunft von Papa Cheswick, der seine Pistole schwenkt und den Entführungsbaron verfolgt, und die unerwartete Rückkehr von Szirmay, der vor den Ereignissen unverständlich ist, noch komplizierter. Der wütende Vater beginnt auf Gingis Rat betrunken zu sein, was ihn dazu bringt, weich zu werden und sich in zügellose Ausgelassenheit zu ergehen. Der Baron unternimmt es, Gingi zu entkommen, weil er den Mann vor dem dankbaren Mädchen Gyurka umarmt.

### Zweiter Teil
Nach dem Abenteuer in Badacsony werden die Mädchen bestraft, außerdem dürfen sie keinen männlichen Besuch empfangen. Der Wachsamkeit der Schulleiterin entgehend, hängen die Sportler verkleidet im Institut herum. Gyurka und Gingi, von ihrem Vater hierher verbannt, können nach einigen Rechtsstreitigkeiten endlich zusammenbleiben und sich gegenseitig ihrer Liebe versichern. Tatsächlich möchte Gyurka nach dem Spiel um ihre Hand bitten. Vater Cheswick hat jedoch keine Ahnung von der wahren Romanze seiner Tochter und würde den Baron gerne als seinen Schwiegersohn sehen. Um zu sehen, was Gingi für den Mann empfindet, stellt er ihr in Aussicht, am nächsten Tag nach Hause zu gehen. Von den Nachrichten ist das Mädchen wirklich erschüttert und gibt zu, dass sie sich verliebt hat. Ihr Bekenntnis wird auch von ihrem Vater und dem Baron missverstanden, und das Mädchen weiß nicht, wie es sich retten kann. Natürlich eilt ihm das Sportler-Team zu Hilfe, und in der Hoffnung auf einen Skandal, der die Hochzeit des Barons mit Gingi hintertreibt, wird Szirmays noch immer verliebter, verlassener Liebhaber drangsaliert. Doch der Plan der Sportler geht nicht wie erwartet auf: Unter Blazseks Regie verheddert sich alles noch mehr und der eifersüchtige Gyurka trennt sich von Gingi. Im Match jubeln die Mädchen ihren Freiern enthusiastisch zu, aber es scheint vergebens. „Torhüter“ Gyurka ist seit der Pause nicht mehr in Form, und die erste Halbzeit endet mit einem Tor der Engländer. In der Pause räumen Gingi und Gyurka mit intensiver Hilfe des Barons die Missverständnisse aus, der Torhüter ist wieder in Form und sichert sich mit drei Treffern den ungarischen Sieg. Um die Hochzeit der jungen Leute zu ermöglichen, ist Vater Cheswick gezwungen, auch die Zustimmung des Barons zu erwirken.

## Musiknummern
- Sport, Sport, Sport
- Charmingboy, my Charmingboy
- Geld, Geld, Geld
- Haben Sie nicht irgendein Geheimfach?
- Das Wunderteam ist da
- Ich lach’ jede Stunde
- Glückliche Reise
- Handarbeit
- Kann nicht leben ohne Fußball
- Lass Dir einen Cocktail mixen
- Willst Du glücklich sein, lass Dich nicht auf Liebe ein
- Einmal wird das Wunder gescheh’n
- Mensch, sei sparsam!
- Servus, Servus
- Mädel, Du hast Feuer
- Wer Gymnastik treibt
- Blackwalk